# Szczelina w Łysych Skałach Piąta
Szczelina w Łysych Skałach Piąta – szczelina w Łysych Skałach wznoszących się w orograficznie prawych zboczach Doliny Szklarki. Pod względem geograficznym jest to obszar Wyżyny Olkuskiej wchodzący w skład Wyżyny Krakowsko-Częstochowskiej, administracyjnie znajduje się we wsi Jerzmanowice w gminie Zabierzów, w powiecie krakowskim, w województwie małopolskim.
Jest to szczelina między dwoma Łysymi Plecami. Ma otwór o wysokości 2,2 m i szerokości 0,4 m. Szczelina przecina całą skałę, ale po 2 m zamknięta jest zawaliskiem. Jej dziurawy strop tworzą wielkie zaklinowane głazy.

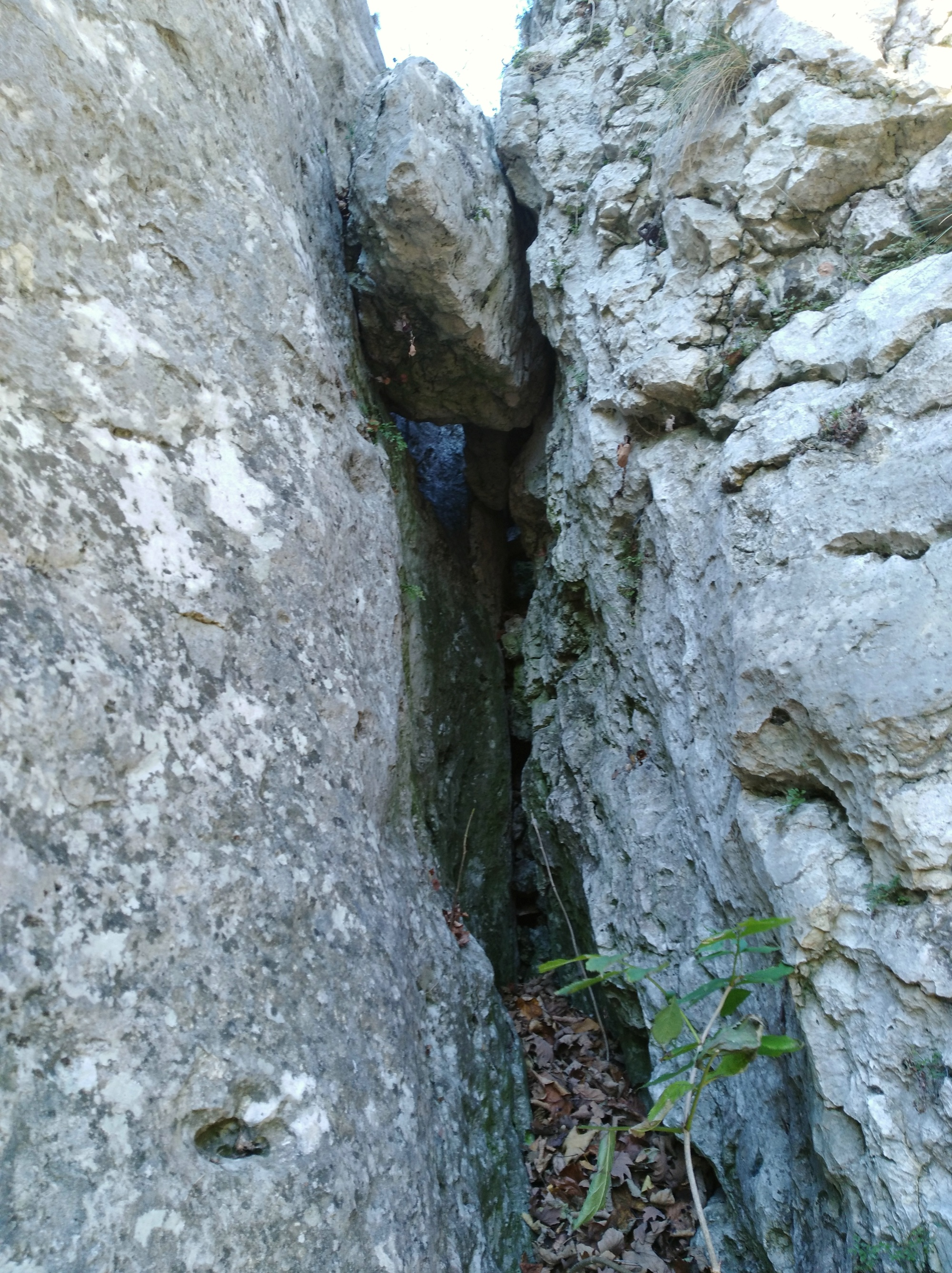
Otwór

Szczelina powstała w wapieniach późnej jury  i jest pochodzenia grawitacyjnego. Jej dno przykrywa wapienny gruz zmieszany z glebą. Na ścianach są wżery i otworki, a miejscami nieco grzybków naciekowych i skonsolidowanego mleka wapiennego. Jest przewiewna, widna i poddana wpływom środowiska zewnętrznego. W lepiej naświetlonych miejscach przy otworach na ścianach szczeliny rozwijają się glony, mchy i porosty. W szczelinie występują owady i ślimaki.
Szczelina nie była wzmiankowana w literaturze. Po raz pierwszy opisała ją Izabella Luty. Ona też w sierpniu 2015 r. sporządziła jej plan.